# Cerkiew Soboru Najświętszej Maryi Panny w Kormanicach
Cerkiew Soboru Najświętszej Maryi Panny w Kormanicach – drewniana parafialna cerkiew greckokatolicka, znajdująca się w Kormanicach.

## Historia
Cerkiew została zbudowana (w miejscu starszej drewnianej cerkwi z 1777) w 1923. Autorem projektu architektonicznego był Stanisław Majerski. Parafia należała do greckokatolickiego dekanatu niżankowskiego. Do parafii należały również filialne cerkwie w Darowicach, Fredropolu, Kupiatyczach i Młodowicach.
Po wojnie użytkowana przez kościół rzymskokatolicki.

## Galeria

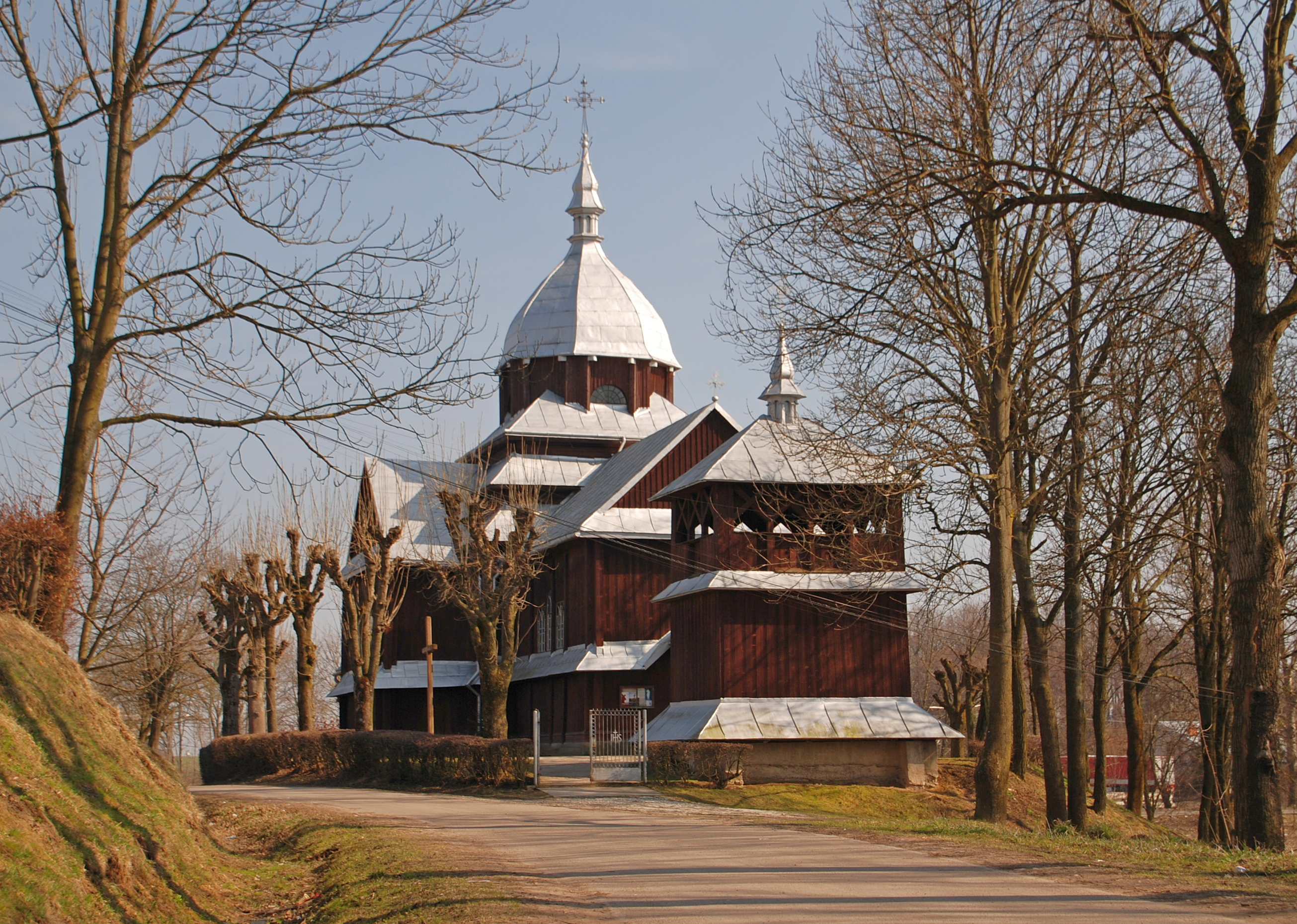
Widok od strony zachodniej
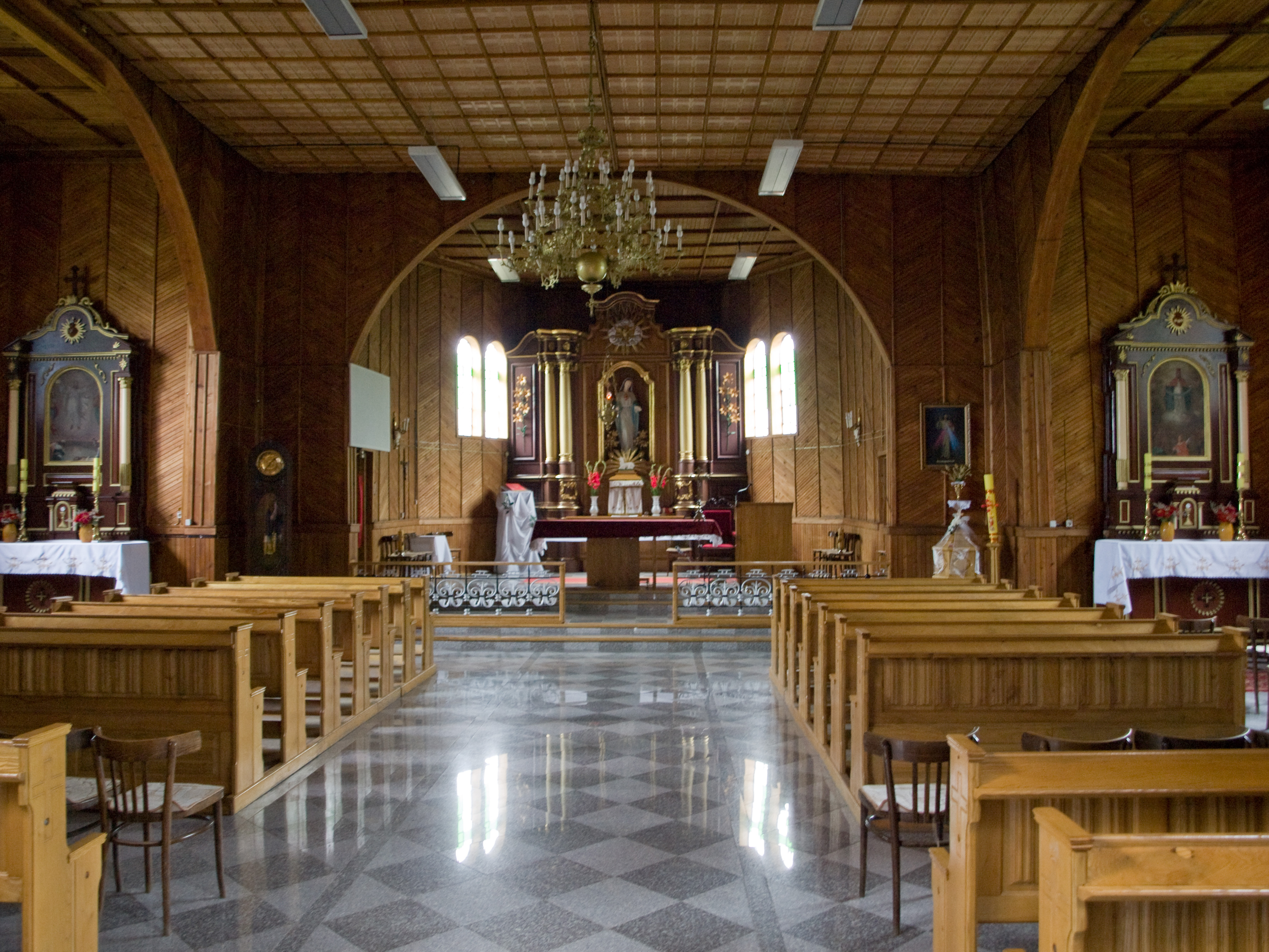
Wnętrze
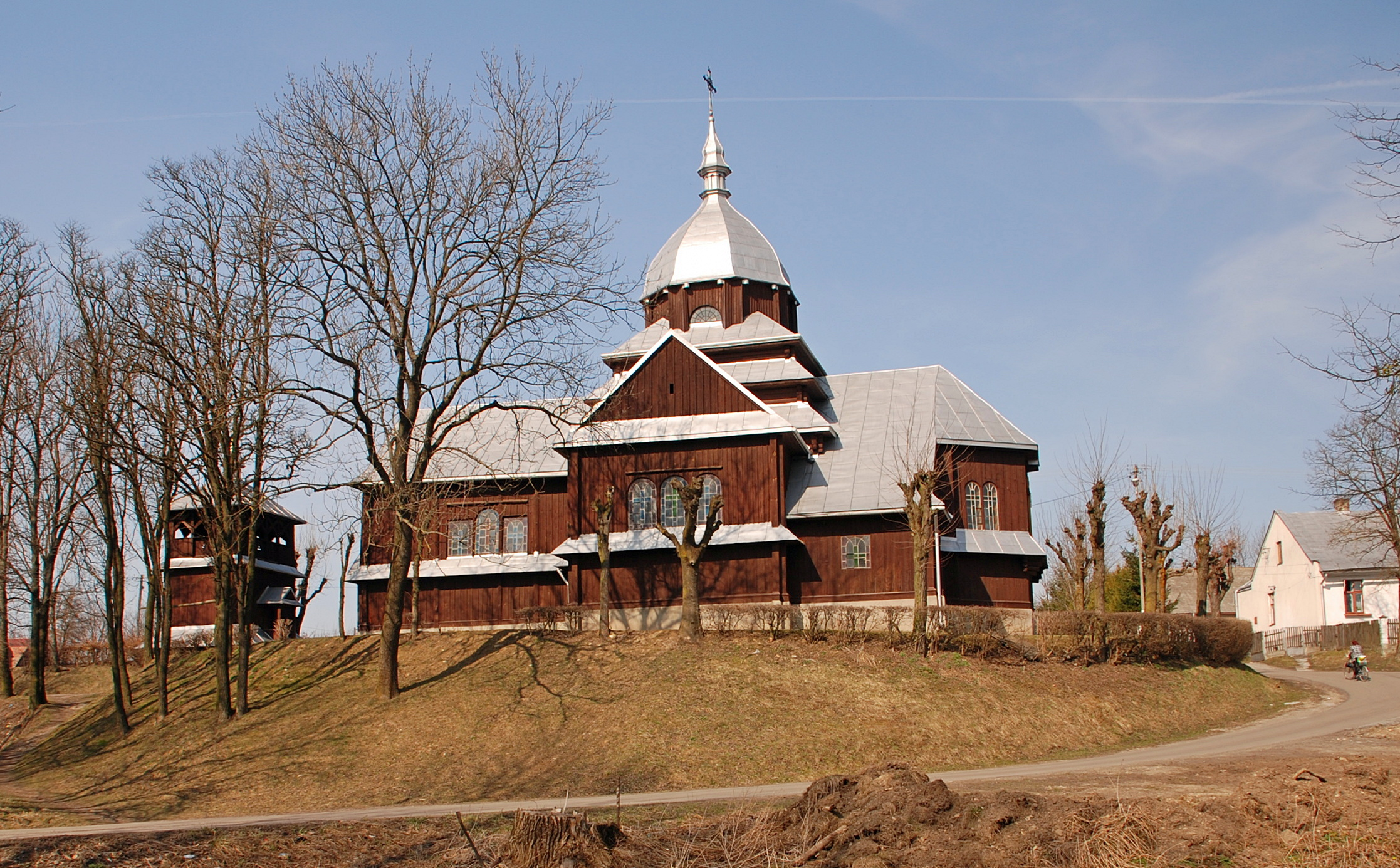
Elewacja południowa